# Viktoria Brezhneva
Viktoria Petrovna Brézhneva (en ruso: Виктория Петровна Брежнева, nacida como Viktoria Petrovna Denísova; Bélgorod, 11 de diciembre de 1908-5 de julio de 1995) fue la esposa del político soviético y secretario general del PCUS, Leonid Brézhnev. Con este tuvo dos hijos, Yuri Brézhnev y Galina Brézhneva.

## Biografía
Nació en Belgorod en 1908 como Viktoria Petrovna Denisova (Дени́сова). El historiador Robert Service afirma que era de ascendencia judía; sin embargo, esto se discute y la propia Denísova ha descartado tener ascendencia judía. Conoció a Leonid Brézhnev en 1926 y se casaron en 1928. Al año siguiente, Viktoria dio a luz a su primera hija, Galina. Cuatro años después, nació su segundo hijo, Yuri. La relación de Viktoria con Brézhnev fue descrita como "pasada de moda" y una que "sin exageración [podría] llamarse gentil".
Según las memorias de los familiares de Brézhnev, Viktoria alentó la perspectiva materialista de Brézhnev. Durante el secretariado general de Brézhnev, Viktoria permaneció al margen; no le gustaba atraer la atención del público. Su última aparición en público fue en el funeral de estado de Brézhnev en 1982. Después de la muerte de Brézhnev, Viktoria vivió otros 13 años, muriendo después de luchar durante varios años contra la diabetes en 1995. Vivió en el antiguo apartamento de Brézhnev durante el resto de su vida. Su hija, Galina, no asistió al funeral aunque sí el resto de la familia.